# 古塔-斯圖傑涅齊卡
52°0′19″N 32°11′9″E / 52.00528°N 32.18583°E
古塔-斯圖傑涅齊卡（烏克蘭語：Гута-Студенецька），是烏克蘭北部的村莊，隸屬切爾尼希夫州的科留基夫卡區。該村面積1.25平方公里，海拔高度137米，2001年人口232，人口密度每平方公里185.6人。